# Nati nel 1756
| Questa pagina contiene informazioni ricavate automaticamente dalle voci biografiche con l'ausilio del template Bio e di un bot. L'aggiornamento è periodico e automatico e ricostruisce completamente la pagina. Se manca una persona in questa lista, sei pregato di non aggiungerla, ma accertati piuttosto che la sua voce biografica contenga il template Bio e che i dati anagrafici siano correttamente compilati. Se il template Bio manca, inseriscilo tu stesso o, in alternativa, metti l'avviso {{tmp\|Bio}} che ne segnala la mancanza. Se i dati riportati sono sbagliati, correggi direttamente la voce biografica; le modifiche saranno visibili in questa lista entro pochi giorni. Per chiarimenti vedi il progetto biografie. La lista contiene solo le 190 persone che sono citate nell'enciclopedia e per le quali è stato implementato correttamente il template Bio. Pagina aggiornata al 2 lug 2025. |

## Gennaio(16)
- 1º gennaio - Maria Pellegrina Amoretti, giurista italiana († 1787)
- 3 gennaio - Domenico Bisceglia, patriota e politico italiano († 1799)
- 3 gennaio - Jérôme Pétion de Villeneuve, avvocato, rivoluzionario e politico francese († 1794)
- 6 gennaio - Gaspare Landi, pittore italiano († 1830)
- 14 gennaio - Franz Leopold Lafontaine, chirurgo tedesco († 1812)
- 16 gennaio - Martin Michel Charles Gaudin, politico francese († 1841)
- 19 gennaio - Francesco Scipione Dondi dall'Orologio, vescovo cattolico italiano († 1819)
- 19 gennaio - Guillaume-Antoine Olivier, entomologo e botanico francese († 1814)
- 20 gennaio - Miguel Domínguez, politico, rivoluzionario e avvocato messicano († 1830)
- 21 gennaio - Claude François Chauveau-Lagarde, avvocato e giurista francese († 1841)
- 22 gennaio - Vincenzo Righini, compositore e tenore italiano († 1812)
- 22 gennaio - Ferdinando Taxis, presbitero italiano († 1824)
- 25 gennaio - José de Ezquerra y Guirior, militare spagnolo († 1801)
- 27 gennaio - Wolfgang Amadeus Mozart, compositore austriaco († 1791)
- 29 gennaio - Henry Lee III, generale e politico inglese († 1818)
- 31 gennaio - Maria Teresa di Savoia, principessa († 1805)

## Febbraio(17)
- 3 febbraio - Francesco Antonio Avelloni, commediografo e attore teatrale italiano († 1837)
- 3 febbraio - Marianna Candidi Dionigi, pittrice, scrittrice e archeologa italiana († 1826)
- 6 febbraio - Aaron Burr, politico e banchiere statunitense († 1836)
- 6 febbraio - Francesco Antonio Mondelli, vescovo cattolico italiano († 1825)
- 9 febbraio - Karel Blažej Kopřiva, compositore e organista ceco († 1785)
- 12 febbraio - Joseph Chinard, scultore francese († 1813)
- 12 febbraio - Baldassare Leone, vescovo cattolico italiano († 1820)
- 13 febbraio - Louis-Marie-Joseph Maximilian Caffarelli du Falga, generale francese († 1799)
- 16 febbraio - Ambrogio Maria Ghilini, nobile, generale e botanico italiano († 1832)
- 17 febbraio - Johann Christian Gottlieb Ackermann, educatore, chimico e medico tedesco († 1801)
- 20 febbraio - Angelica Schuyler Church, statunitense († 1814)
- 22 febbraio - Georg Friedrich von Martens, giurista e diplomatico tedesco († 1821)
- 23 febbraio - Lorenzo Litta, cardinale italiano († 1820)
- 26 febbraio - Diego Guicciardi, diplomatico, politico e banchiere italiano († 1837)
- 26 febbraio - Christian Frederik Hansen, architetto danese († 1845)
- 26 febbraio - Louis Charles d'Hervilly, generale e nobile francese († 1795)
- 27 febbraio - Il'ja Andreevič Bezborodko, politico e generale russo († 1815)

## Marzo(19)
- 2 marzo - Ercole Silva, nobile, scrittore e architetto del paesaggio italiano († 1840)
- 2 marzo - Vincent-Marie Viénot de Vaublanc, politico e scrittore francese († 1845)
- 3 marzo - William Godwin, filosofo e scrittore britannico († 1836)
- 3 marzo - Mademoiselle Raucourt, attrice teatrale francese († 1815)
- 4 marzo - Henry Raeburn, pittore britannico († 1823)
- 6 marzo - Antoine-François Delandine, scrittore francese († 1820)
- 7 marzo - Anton von Cetto, diplomatico, giurista e nobile tedesco († 1847)
- 7 marzo - Giovanni Battista Fanucci, storico italiano († 1834)
- 9 marzo - Luisa di Sassonia-Gotha-Altenburg, nobile tedesca († 1808)
- 11 marzo - Giuseppe Maria Spina, cardinale e arcivescovo cattolico italiano († 1828)
- 14 marzo - Maria Antonia del Liechtenstein, principessa austriaca († 1821)
- 16 marzo - Jean-Baptiste Carrier, politico e rivoluzionario francese († 1794)
- 18 marzo - Johann Christoph Vogel, compositore tedesco († 1788)
- 22 marzo - Stefano Gallini, medico, fisiologo e scienziato italiano († 1836)
- 23 marzo - Joseph Anton Vogel, storico e letterato francese († 1817)
- 24 marzo - Francesca Lebrun, cantante lirica e compositrice tedesca († 1791)
- 24 marzo - Mahmud Shah III di Johor, sovrano malese († 1811)
- 27 marzo - Gaetano Mammone, brigante italiano († 1802)
- 30 marzo - Juan Antonio Llorente, storico e politico spagnolo († 1823)

## Aprile(10)
- 7 aprile - Pietro Maria d'Agostino, vescovo cattolico italiano († 1835)
- 7 aprile - Antonio Giuseppe Testa, medico italiano († 1814)
- 8 aprile - Filippo Cavolini, biologo e zoologo italiano († 1810)
- 10 aprile - William Carnegie, VII conte di Northesk, ammiraglio scozzese († 1831)
- 13 aprile - Luigi VI Enrico di Borbone-Condé, nobile francese († 1830)
- 17 aprile - George Frederick Cooke, attore teatrale inglese († 1812)
- 17 aprile - Louis Marc Antoine di Noailles, militare francese († 1804)
- 20 aprile - Henry Trollope, ammiraglio britannico († 1839)
- 23 aprile - Jacques Nicolas Billaud-Varenne, scrittore, politico e avvocato francese († 1819)
- 28 aprile - Thomas Pelham, II conte di Chichester, nobile e politico inglese († 1826)

## Maggio(6)
- 5 maggio - Vincenzo dal Prato, cantante castrato italiano († 1828)
- 6 maggio - Everard Home, chirurgo, anatomista e paleontologo britannico († 1832)
- 13 maggio - Wojciech Żywny, pianista e insegnante polacco († 1842)
- 16 maggio - Antonio Leonardis, vescovo cattolico italiano († 1830)
- 20 maggio - Giacomo Baccari, presbitero e architetto italiano († 1822)
- 21 maggio - Mosè Formiggini, banchiere, imprenditore e politico italiano († 1809)

## Giugno(8)
- 3 giugno - Louis François Cassas, scultore, architetto e pittore francese († 1827)
- 3 giugno - George Gale, politico statunitense († 1815)
- 4 giugno - Jean-Antoine Chaptal, chimico francese († 1832)
- 6 giugno - John Trumbull, pittore statunitense († 1843)
- 11 giugno - Giovanni Vincenzo Auna, magistrato italiano († 1832)
- 18 giugno - Giovanni Battista Cagnol de la Chambre, generale italiano († 1833)
- 20 giugno - Joseph Martin Kraus, compositore tedesco († 1792)
- 22 giugno - Samuel Auchmuty, generale britannico († 1822)

## Luglio(16)
- 1º luglio - Johann Peter von Langer, pittore tedesco († 1824)
- 2 luglio - Cesare Lucchesini, scrittore italiano († 1832)
- 4 luglio - William Rush, scultore statunitense († 1833)
- 4 luglio - Louis Marie Turreau, generale francese († 1816)
- 6 luglio - François-Antoine-Marie de Méan, arcivescovo cattolico belga († 1831)
- 11 luglio - Luigi Emanuele Corvetto, politico e avvocato italiano († 1821)
- 11 luglio - Louis-Antoine-Cyprien Infernet, ammiraglio francese († 1815)
- 14 luglio - Thomas Rowlandson, disegnatore inglese († 1827)
- 16 luglio - José María Álvarez de Toledo, duca († 1796)
- 17 luglio - Nicolas-Alexis Ondernard, vescovo cattolico francese († 1831)
- 22 luglio - Jeanne de Saint-Rémy de Valois, nobildonna francese († 1791)
- 25 luglio - Douglas Hamilton, VIII duca di Hamilton, nobile scozzese († 1799)
- 26 luglio - Maria Fitzherbert, britannica († 1837)
- 29 luglio - Jacob Hendrik Hoeufft, poeta olandese († 1843)
- 29 luglio - Pietro Sografi, chirurgo italiano († 1815)
- 30 luglio - Orazio Ronchi, fantino italiano († 1812)

## Agosto(11)
- 1º agosto - Pierre-Louis Prieur, politico, avvocato e rivoluzionario francese († 1827)
- 6 agosto - Salvador Fidalgo, militare e esploratore spagnolo († 1803)
- 6 agosto - Antoine-Xavier Maynaud de Pancemont, vescovo cattolico francese († 1807)
- 18 agosto - Gaetano Nicodemi, botanico italiano († 1804)
- 19 agosto - Auguste Marie Henri Picot de Dampierre, generale francese († 1793)
- 21 agosto - Johann Friedrich von Waldenstein-Wartenberg, vescovo cattolico austriaco († 1812)
- 22 agosto - Kurimoto Masayoshi, naturalista, zoologo e entomologo giapponese († 1834)
- 24 agosto - Pietro Paolo Mazzichi, vescovo cattolico italiano († 1823)
- 29 agosto - Heinrich Bellegarde, generale e politico austriaco († 1845)
- 29 agosto - Jan Śniadecki, matematico e astronomo polacco († 1830)
- 30 agosto - Ludovico di Württemberg, generale († 1817)

## Settembre(13)
- 2 settembre - Federico Carlo Gravina, ammiraglio italiano († 1806)
- 6 settembre - Francesco Maria Franceschinis, matematico italiano († 1840)
- 7 settembre - Willem Bilderdijk, poeta olandese († 1831)
- 8 settembre - Anton Teyber, organista e compositore austriaco († 1822)
- 10 settembre - Giuseppe Lucchini, architetto svizzero († 1829)
- 11 settembre - Étienne Hubert de Cambacérès, cardinale e arcivescovo cattolico francese († 1818)
- 14 settembre - Nicola Maria Nicolai, letterato, archeologo e economista italiano († 1833)
- 15 settembre - Karl Philipp Moritz, scrittore, saggista e editore tedesco († 1793)
- 21 settembre - John Loudon McAdam, ingegnere scozzese († 1836)
- 21 settembre - Robert Shirley, VII conte Ferrers, nobile britannico († 1827)
- 22 settembre - Charles-Louis-Victor de Broglie, nobile, militare e politico francese († 1794)
- 26 settembre - Claude de Beauharnais, nobile e politico francese († 1819)
- 30 settembre - Carlo Cottone, principe di Castelnuovo, politico italiano († 1829)

## Ottobre(15)
- 1º ottobre - Luigi di Bentheim e Steinfurt, principe tedesco († 1817)
- 2 ottobre - Jacob van Strij, pittore olandese († 1815)
- 3 ottobre - Abraham Pihl, religioso, astronomo e architetto norvegese († 1821)
- 4 ottobre - Candido Ceglia, presbitero e politico italiano
- 6 ottobre - Louis Léonce Trullet, militare francese († 1827)
- 8 ottobre - Giuseppe Thaon di Revel di Sant'Andrea, generale italiano († 1820)
- 9 ottobre - John Pitt, II conte di Chatham, politico britannico († 1835)
- 13 ottobre - James Gambier, I barone Gambier, ammiraglio britannico († 1833)
- 15 ottobre - Patrício da Silva, cardinale e patriarca cattolico portoghese († 1840)
- 17 ottobre - Robert Bertie, IV duca di Ancaster e Kesteven, nobile e militare britannico († 1779)
- 20 ottobre - Paul Erdmann Isert, botanico e zoologo tedesco († 1789)
- 20 ottobre - Euloge Schneider, monaco cristiano francese († 1794)
- 22 ottobre - Samuel Alken, incisore inglese († 1815)
- 23 ottobre - François Chabot, rivoluzionario francese († 1794)
- 26 ottobre - Kyprianos di Cipro, arcivescovo ortodosso e politico cipriota († 1821)

## Novembre(9)
- 1º novembre - Domenico Orlando, vescovo cattolico italiano († 1839)
- 12 novembre - Simon Dekker, ammiraglio olandese († 1824)
- 13 novembre - Antoine-François Momoro, rivoluzionario, editore e giornalista francese († 1794)
- 16 novembre - Eugenio Biroldi, organaro italiano († 1827)
- 21 novembre - Saverio Scrofani, storico, economista e scrittore italiano († 1835)
- 25 novembre - Pietro Tasca, vescovo cattolico italiano († 1839)
- 28 novembre - Maria Maddalena Postel, religiosa francese († 1846)
- 30 novembre - Ernst Chladni, fisico tedesco († 1827)
- 30 novembre - Johann Pezzl, scrittore tedesco († 1823)

## Dicembre(14)
- 3 dicembre - Lelio Parisi, magistrato e politico italiano († 1824)
- 8 dicembre - Jacob Georg Christian Adler, orientalista, biblista e numismatico tedesco († 1834)
- 8 dicembre - Massimiliano d'Asburgo-Lorena, nobile († 1801)
- 8 dicembre - François-Antoine de Boissy d'Anglas, politico, rivoluzionario e avvocato francese († 1826)
- 10 dicembre - Federico Francesco I di Meclemburgo-Schwerin, sovrano tedesco († 1837)
- 11 dicembre - Anton Tomaž Linhart, drammaturgo e storico sloveno († 1795)
- 12 dicembre - Ekaterina Ivanovna Nelidova, nobildonna russa († 1839)
- 13 dicembre - Pëtr Vasil'evič Mjatlev, nobile russo († 1833)
- 15 dicembre - Antoinette Saint-Huberty, soprano francese († 1812)
- 16 dicembre - Tommaso Arezzo, cardinale e arcivescovo cattolico italiano († 1833)
- 19 dicembre - Pierre Dominique Garnier, militare francese († 1827)
- 25 dicembre - Bartolomeo Pacca, cardinale italiano († 1844)
- 26 dicembre - Bernard Germain de Lacépède, zoologo e politico francese († 1825)
- 30 dicembre - Pavel Vranický, compositore e violinista ceco († 1808)

## Senza giorno specificato(36)
- Joseph Adams, medico inglese († 1818)
- Chrystian Piotr Aigner, architetto polacco († 1841)
- Francesco Asdrubali, medico e chirurgo italiano († 1832)
- David Beringer, orologiaio tedesco († 1821)
- Louis Brion de la Tour, cartografo francese († 1823)
- Francesco Saverio Bruno, giurista italiano († 1799)
- Jean-François Cagnet, giardiniere francese
- Jean-Baptiste Nompère de Champagny, politico francese († 1834)
- Jean-Antoine Constantin, pittore francese († 1844)
- Gioacchino Cordero di Roburent, generale italiano († 1827)
- Miguel e Andrea De Lorenzo, notaio e patriota italiano († 1830)
- Jean-Baptiste Frédéric Desmarais, pittore francese († 1813)
- Leonardo Frullani, giurista e politico italiano († 1824)
- Bénigne Gagneraux, pittore e disegnatore francese († 1795)
- Carlo Garibaldi, letterato e medico italiano († 1823)
- Giuseppe Gherardi, pittore italiano († 1828)
- John Hamilton, I marchese di Abercorn, politico scozzese († 1818)
- Davide II d'Imerezia, re georgiano († 1795)
- Carl Gustav Jablonsky, naturalista, entomologo e illustratore tedesco († 1787)
- Janez Krstnik Novak, compositore sloveno († 1833)
- Thomas Linley, musicista inglese († 1778)
- Pietro Maggi, architetto svizzero († 1817)
- Jan Niezer, mercante ghanese († 1822)
- Louis-Charles-François Petit-Radel, archeologo francese († 1836)
- Matthias Rebrovich, militare austriaco († 1830)
- Carlo Bartolomeo Richelmi di Bovile, generale italiano († 1816)
- Domenico Romanelli, storico, archeologo e abate italiano († 1819)
- Seyyid Ali Pascià, politico ottomano († 1826)
- Michail Matveevič Sokolovskij, compositore, direttore d'orchestra e violinista russo († 1795)
- William Strutt, architetto britannico († 1830)
- Giuseppe Tineo, botanico italiano († 1812)
- John White, chirurgo e botanico irlandese († 1832)
- Giovanni Fortunato Zamboni, avvocato, presbitero e storico italiano († 1850)
- Gioacchino Zuccarello, poeta italiano († 1809)
- Al-Jabarti, storico egiziano († 1825)
- José da Silva Lisboa, politico brasiliano († 1835)